# 부산터널
부산터널(釜山터널, Busan Tunnel)은 부산광역시 서구 동대신동과 중구 영주동을 연결하는 터널이다. 부산광역시도 제10호선의 일부 구간이며 부산 최초의 터널이다.
서구 동대신동과 중구 영주동을 연결하며 2차로 쌍굴이다.
부산터널은 일제강점기 때인 1945년 4월에 착공하였으나, 광복으로 중단되었다가 11년이 지난 1956년 공사를 재개하여 1961년 8월 14일 준공되어 9월 15일에 개통된(당시에는 영주터널, 길이 640m, 너비 8.5m 높이는 6m) 부산에서 제일 일찍 지어진 외굴 터널이다. 1972년 12월 16일 제트팬 14기의 배기가스 배출시설을 터널 천장에 설치함으로써 터널 안을 환기시킬 수 있도록 했다. 또한 터널 네에 수은등 및 나트륨등을 설치하여 차량통행에 지장이 없도록 밝게 하였다.
부산터널은 서구와 동구를 최단시간으로 연결시키기 때문에 출퇴근 정체가 빈번한 구간으로 교통량 증가에 따라 1986년 5월 착공하여 1988년 6월 25일에 제2부산터널(길이 660m, 너비9.4m, 높이는 5m)이 개통되면서 쌍굴이 된 터널이다. 터널의 명칭은 1988년 제2터널이 개통되면서 영주터널에서 부산터널로 개칭하였다.
부산터널이 쌍굴이 되면서 기존의1터널은 영주동에서 서대신동쪽으로 가는 일방통행로가 되었고, 새로 뚫은 제2터널은 그 반대 방향의 일방통행로가 되어 부산터널의 차량통행이 원활하게 이루어지게 되었다.

## 규모
- 편도 2차선의 쌍굴형식 (길이 660m)

## 특징
- 1961년 9월에 준공되었으며 부산 최초의 터널이다.
- 본디 이 터널은 외굴 방식으로 지어졌으나 교통량 증가에 따라 쌍굴식으로 지어진 터널이다.
- 서구와 동구를 최단시간으로 연결시키기 때문에 출퇴근 정체가 빈번한 구간이다.